# Daniel Passarella
Daniel Alberto Passarella (sinh 25 tháng 5 năm 1953 tại Chacabuco, thuộc tỉnh Buenos Aires) là một cựu trung vệ bóng đá người Argentina đồng thời là cựu huấn luyện viên của Argentina và Đội tuyển bóng đá quốc gia Uruguay.
Năm 2004, ông được Pelé bầu chọn là một trong 125 huyền thoại sống của bóng đá trong danh sách FIFA 100.

## Danh hiệu

### Câu lạc bộ
River Plate
- Primera División (6): 1975 Metropolitano, 1975 Nacional, 1977 Metropolitano, 1979 Metropolitano, 1979 Nacional, 1980 Metropolitano, 1981 Nacional

### Quốc tế
Argentina
- FIFA World Cup (2): 1978, 1986